# Warframe
Warframe je free-to-play akční RPG online střílečka ze třetí osoby vyvinutá společností Digital Extremes. Původně byla vydána pro osobní počítače Windows v březnu 2013, posléze portována na PlayStation 4 v listopadu 2013, v září 2014 na Xbox One a v listopadu 2018 na Nintendo Switch. Po nástupu nové generace je hra plánována i jako port pro PlayStation 5 a Xbox Series X. Hra je v současné době v otevřené beta verzi.
Ve Warframe hráči ovládají členy Tennů, rasy starověkých válečníků, kteří se probudili po staletém kryospánku, v době války mezi frakcemi v naší soustavě. Každý Tenno používá svého silného Warframa spolu s řadou zbraní a schopností k dokončování misí. Mnoho herních misí využívá procedurálně generované úrovně, dnes však i velké otevřené světy podobné jiným MMO hrám.